# 裸堇菜
裸堇菜（学名：Viola nuda）为堇菜科堇菜属下的一个种。分布在中国大陆的云南等地，生长于海拔2,000米至2,400米的地区，多生在山地灌丛或溪谷河边。

## 扩展阅读
- 維基物種上的相關：裸堇菜